# Холодногорский
Холодногорский — хутор в Шпаковском муниципальном округе Ставропольского края России.

## Название
Хутор назван по возвышающейся поблизости горе. Последняя получила наименование Холодная благодаря холодным ключам, бьющим на её склонах.

## География
Холодногорский расположен в западной части Ставропольского края, у подножия горы-останца Холодной (601 м), на высоте 531 м над уровнем моря.
Расстояние до краевого центра составляет 14 км, до центра округа — 21 км. Ближайшие населённые пункты: хутора Гремучий, Дёмино.
Транспортное сообщение с краевым центром осуществляется по автодороге общего пользования местного значения Ставрополь — Дёмино — Холодногорский — Цимлянский:62.
В 3 км находится аэродром Холодногорский (раньше использовался СВВАУЛШ).
Водные объекты
К северо-востоку от хутора берёт начало река Горькая:47.
К северо-западу, у дороги, ведущей на Холодногорский, находится озеро Вшивое. По мнению доктора биологических наук Е. Мишвелова, строительство упомянутой автодороги могло оказать определённое влияние на изменение гидрологического режима этого водоёма, раньше бывшего болотом.

## История
По списку населённых мест Северо-Кавказского края на 1926 год, хутор Холодногорский числился в составе Надеждинского сельсовета Ставропольского района Ставропольского округа и имел 65 дворов с 413 жителями.
С 1935 года хутор входил в состав Старомарьевского района Северо-Кавказского края (с 1937 — Орджоникидзевского края, с 1943 — Ставропольского края).
Согласно карте Генштаба Красной армии 1941 года, на начало Великой Отечественной войны в Холодногорском насчитывалось 83 двора.
С августа 1942 года хутор находился в оккупации. Освобождён 20 января 1943 года.
В послевоенное время на территории Холодногорского существовал колхоз им. Серова. В 1950-м его объединили с колхозом им. К. Маркса (с. Надежда) в колхоз «Слава».
С 1953 года — в составе Ворошиловского (с 1957 — Михайловского) района Ставропольского края.
В 1957 году в хутор проведён водопровод:64.
В 1962 году хутор Холодногорский с его землями включили в учебно-опытное хозяйство Ставропольского сельхозинститута. Учхоз имел животноводческо-зерновую специализацию и состоял из трёх ферм: № 1 «Центральная» (в хуторе Дёмино), № 2 «Лесные ключи» и № 3 «Грушовая». На ферме № 2 с хозцентром в Холодногорском в частности размещались свинокомплекс и мельница, работавшая для нужд хозяйства.
В феврале 1963 года Холодногорский, ранее входивший в упразднённый Михайловский район, передан в Шпаковский район Ставропольского края. На 1 марта 1966 года хутор числился в составе Цимлянского сельсовета с центром в посёлке Цимлянском:28. В феврале 1974 года вошёл во вновь образованный Дёминский сельсовет с центром в хуторе Дёмино.
В 1965 году в Холодногорском построили Дом культуры на 120 мест:52—53.
На 1 января 1975 года в населённом пункте были клуб, библиотека, начальная школа, медпункт и несколько магазинов.
По состоянию на 1 января 1983 года хутор по-прежнему входил в Дёминский сельсовет:28. На изданной в 1985 году километровой карте Генштаба ВС СССР для Холодногорского указано население 690 человек.
В 1996—2020 годах — в составе упразднённого Дёминского сельсовета Шпаковского муниципального района.
В 2015 году в хуторе появился высокоскоростной Интернет.
В связи с банкротством и ликвидацией в 2000-х годах учхоза СГСХА условия труда и быта населения Холодногорского со временем значительно ухудшились. Поскольку обанкротившееся предприятие, как писала в 2019 году газета «Наша жизнь», «относилось к федеральной структуре, то все его работники остались (…) без земельных паёв, а значит, и без перспектив создания собственных фермерских хозяйств или иных индивидуальных предприятий, специализирующихся на сельском хозяйстве». Многим местным жителям в итоге пришлось трудоустраиваться в городе Ставрополе. А после того, как в хуторе закрылись детский сад и школа, дети хуторян были вынуждены начать посещать соответствующие образовательные учреждения в соседнем Дёмино. Проблемы в социальной сфере также привели к сокращению численности молодёжи в хуторе.
В 2021 году, по данным администрации округа, число жителей хутора составило 755 человек.

## Население
| 1926 | 1989 | 2002 | 2010 | 2013 | 2014 |
| ---- | ---- | ---- | ---- | ---- | ---- |
| 413  | ↗622 | ↗663 | ↗772 | →772 | ↘700 |

Национальный состав
По данным переписи 1926 года, из 413 жителей 410 — великороссы (99 %):274.
По данным переписи 2002 года, 72 % населения — русские.

## Застройка и инфраструктура
Жилая застройка представлена в основном одноэтажными усадебными жилыми домами с различными по площади земельными участками:42. В центральной части хутора находятся Дом культуры:53, библиотека-филиал № 20:53, фельдшерско-акушерский пункт:48, почтовое отделение.
Улично-дорожная сеть включает переулок Южный и две улицы — Подгорную и Советскую. Её основу составляет переулок Южный, являющийся участком автомобильной дороги муниципального значения:63.
Хутор газифицирован и электрифицирован. Водоснабжение обеспечивается от родниковых водозаборов на горах Холодной и Сейне:63.

## Памятники
Могила лейтенанта А. С. Колина
На вершине горы Холодной находится могила старшего лейтенанта, командира 5-й батареи 907-го артиллерийского полка 347-й стрелковой дивизии Акима Соломоновича Колина (1909—1943), погибшего при освобождении Ставрополя. На месте захоронения установлен железобетонный обелиск, окружённый металлической оградой.
Памятник воинам, погибшим в период Великой Отечественной войны
9 мая 1984 года рядом с могилой А. Колина была открыта памятная стела в честь 118 погибших в годы Великой Отечественной войны (автор проекта — художник Виктор Иванович Коробенко).

## Археология
К северо-западу от хутора открыто городище «Холодногорское» (I тыс. до н. э.). Городище расположено у горы Холодной над озером Вшивым. Является памятником археологии федерального значения.